# The Blue Mask
The Blue Mask je jedenácté sólové studiové album amerického kytaristy, zpěváka a dřívějšího člena experimentální rockové skupiny The Velvet Underground, vydané v roce 1982 u RCA Records. Na bicí zde hraje pozdější člen Jethro Tull Doane Perry.

## Seznam skladeb
Všechny skladby napsal Lou Reed.

### Strana1
1. „My House“ – 5:25
2. „Women“ – 4:57
3. „Underneath the Bottle“ – 2:33
4. „The Gun“ – 3:41
5. „The Blue Mask“ – 5:06

### Strana2
1. „Average Guy“ – 3:12
2. „The Heroine“ – 3:06
3. „Waves of Fear“ – 4:11
4. „The Day John Kennedy Died“ – 4:08
5. „Heavenly Arms“ – 4:47

## Sestava
- Lou Reed – kytara, zpěv
- Robert Quine – kytara
- Fernando Saunders – baskytara, doprovodný zpěv
- Doane Perry – bicí